# Valentina Abril
Valentina Abril Restrepo, abans coneguda com a Laura Abril, (28 de gener de 1990, El Cim) és una ciclista colombiana de Mountain Bike. El 2008 va ser campiona mundial junior del Campionat Mundial de Ciclisme de Muntanya. Va representar a Colòmbia en els Jocs Olímpics de 2012 en la modalitat de Cross Country on va abandonar la prova per problemes tècnics amb la seva bicicleta.

## Palmarès
2010 (com a amateur)
- Campionat Panamericà

2013 (com a amateur)
- 3ª en el Campionat Panamericà

## Equips
- Infotre-LeeCougan (2008-2009)[7]
- Giant Itàlia Team (2012) (amateur)
- Strong Cannondale (2013) (amateur)
- Alleanza Team MTB–Scott (2016)